# Computerwelt
Computerwelt este albumul din 1981 al trupei Kraftwerk. Tema albumului aratǎ importanța computerelor în societate. Mulți vǎd acest album ca pe un "stâlp de rezistențǎ" în cariera trupei, împreunǎ cu Autobahn.
Compozițiile au fost create de Ralf Hutter, Florian Schneider și Karl Bartos. Din punct de vedere muzical, albumul este mai "puternic" la sunet ca niciodatǎ, o adevǎratǎ operǎ electronicǎ.
Pentru a pǎstra conceptul albumului, Kraftwerk au început un turneu mondial ambițios, single-ul Taschenrechner (calculator de buzunar) fiind cântat in englezǎ (Pocket Calculator), japonezǎ (Dentaku), italianǎ (Minicalcolatore) și francezǎ (Mini Calculateur).
Melodia "Computerwelt" a fost remixatǎ intens și a fost lansatǎ ca un single pe vinil 12" doar în Germania. Un alt single de pe album a fost "Computer Liebe", care a fost lansat in Marea Britanie în Iulie 1981, împreunǎ cu Das Modell de pe Die Mensch Maschine. Acest single a atins poziția 36 în topuri.
Într-un interviu acordat lui Hutter in 1981, "Taschenrechner" a fost ultima melodie conceputǎ și a fost produsǎ dupǎ ce membrii trupei au descoperit instrumente muzicale electronice de jucǎrie în expoziția unui magazin de Crǎciun în 1979.

## Lista melodiilor
1. Computerwelt / Lumea Computerului - 5:05
2. Taschenrechner / Calculator de Buzunar - 5:00
3. Nummern / Numere - 3:00
4. Computerwelt 2 / Lumea Computerului 2 - 3:30
5. Computerliebe / Dragoste de Computer - 7:00
6. Heimcomputer / Computer de Casǎ - 6:00
7. It's More Fun To Compute / E Mai Distractiv Sǎ Computerizezi - 4:15